# Арнолд V фон Лоон
Арнолд V фон Лоон (на нидерландски: Arnold V van Loon; на френски: Arnoul V de Looz; * ок. 1260; † 22 август 1328 в Агимонт, Белгия) е граф на Лоон от 1279 до 1323 г. и граф на Шини (Арнолд III) от 1299 до 1310 г.

## Произход
Той е син на граф Йохан I (Жан I, † 1279), граф на Лоон, и първата му съпруга Матилда от Юлих († пр. 1279), дъщеря на граф Вилхелм IV от Юлих (1207 – 1218) и Матилда от Лимбург (+ 1234). Полубрат е на Йохан II (Жан II) фон Лоон и Шини (1270 – 1311).
Арнолд е свързан с граф Ги дьо Дампиер от Фландрия. Участва в битката при Воринген през 1288 г.

## Фамилия
Арнолд V се жени на 27 юли 1280 г. за Маргарета от Вианден (1253 – 8 март 1318), дъщеря на граф Филип I от Вианден, и има две деца: 
- Лудвиг IV († 22 април 1336), последва баща си през 1327 като граф на Лоон и Шини
- Матилда (1282 – 1313), пр. 1299 г. омъжена за граф Готфрид I фон Хайнсберг и Бланкенберг († 1331)
- Йохана, омъжена за Вилхелм от Орейе, господар на Румен
- Маргарета, омъжена 1328 за Вилхелм от Ньофшато
- Мария (* ок. 1275), ок. 1298 г. омъжена за граф Еберхард I фон Марк (1331 1308)